# Jeńcy króla mórz
Jeńcy króla mórz (org. Марья-искусница) – radziecka baśń filmowa z 1959 roku w reżyserii Aleksandra Rou. Scenariusz napisał Jewgienij Szwarc.

## Obsada aktorska
- Michail Kuzniecow jako żołnierz
- Anatolij Kubacki jako Wodokrut XIII
- Ninel Myszkowa jako Maria
- Wiktor Pierewalow jako Iwanuszka
- Olga Chaczapuridze jako Aljonuszka
- Gieorgij Millar jako Kwak
- Wiera Altaiskaja jako Tiotuszka-Niepogoduszka
- Aleksandr Chwyla
- Nikita Kondratiew
- Siergiej Troicki jako Altan Altanycz

## Wersja polska
- Reżyseria: Maria Olejniczak